# Jovan Vladimir
Jovan Vladimir (970 circa – 22 maggio 1016), figlio del principe Petrislav, e nobile arber e primo re della Doclea che poi è diventato santo, è morto nella regione di Elbasan in Albania. Originario della regione di Zahumlje , intorno all'anno 990 succedette al padre sul trono della Doclea, in un periodo in cui era in atto una guerra tra l'Impero bulgaro e quello bizantino.

## Biografia

### Il primo regno
Intraprese una lotta contro le tribù albanesi che minacciavano confini occidentali del regno, e allargò i suoi domini alle città di Cattaro e Scutari: quest'ultima divenne capitale.
Uomo assai devoto e pio, ebbe in gran conto gli affari religiosi del suo regno: fece costruire diverse chiese e diede al clero slavo la cura dell'educazione del popolo. S'impegnò nella lotta contro le eresie, in particolare, contro la setta dei Bogomil. In politica estera, nel 992 strinse un'alleanza con l'imperatore Basilio II Bulgaroctono a causa del grande pericolo costituito dall'espansione bulgara.

### Bisanzio e la Bulgaria

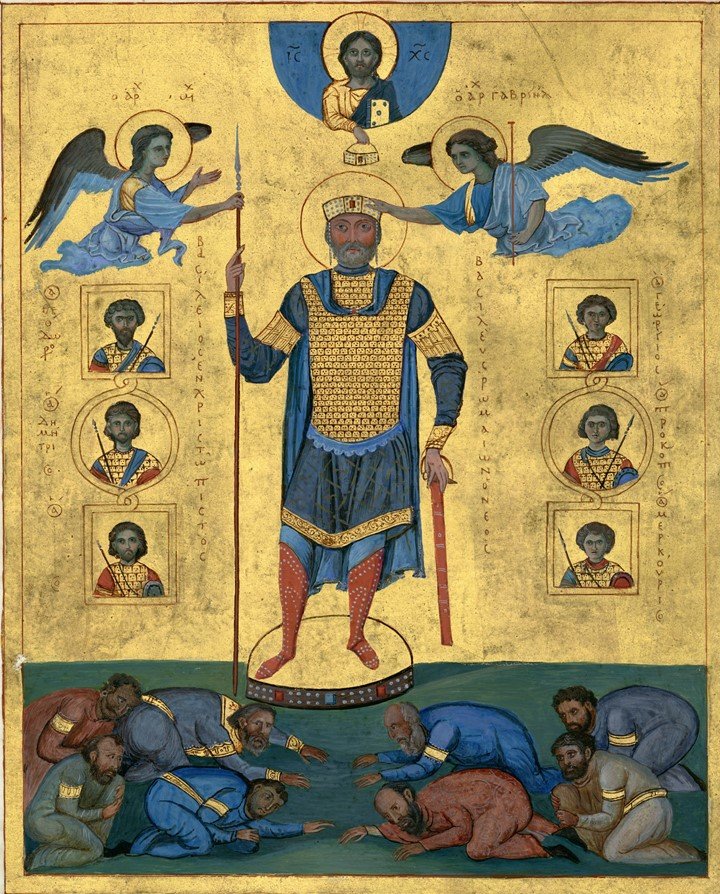
Basilio II

Nell'anno 997, lo zar bulgaro Roman I morì in prigionia a Costantinopoli; gli succedette il capo dell'esercito, Samuele che si autoproclamò imperatore. Samuele continuò la lotta che vedeva contrapposto il trono di Bulgaria a quello di Costantinopoli. Iniziò, quindi, una lunga campagna, invadendo i territori bizantini e quelli dei suoi alleati. Nel 998 invase la Doclea. Jovan Vladimir e il suo esercito si rifugiarono sulle montagne per organizzare la resistenza. I monti erano infestati da serpenti, ma, secondo la leggenda , né il sovrano né i suoi uomini furono uccisi dai morsi degli animali, il cui veleno non risultò letale per volontà divina.
Samuele mandò un messaggero a Vladimir per chiederne la resa, ma egli rifiutò. Un notabile serbo, però, promise allo zar che gli avrebbe consegnato egli stesso il re: Vladimir, saputo del tradimento, decise di presentarsi spontaneamente per evitare spargimenti di sangue.
Samuele lo catturò e lo fece arrestare. Con Vladimir in catene, lo zar continuò l'avanzata nel territorio della Doclea saccheggiando e devastando le città di Cattaro e Dulcigno; proseguì, attraversando la Dalmazia, fino a Zara: distruggendo i numerosi villaggi che incontrava.

## Il secondo regno
Jovan Vladimir era prigioniero in una località chiamata Prespa, nei pressi di Ocrida, la capitale dell'Impero di Bulgaria. Trascorreva gran parte del suo tempo in preghiera e praticava mortificazioni e digiuni. La figlia di Samuele, Kosara, chiese e ottenne dal padre il permesso di portare conforto ai carcerati. Tra tutti, fu colpita da Vladimir: da suo bell'aspetto, dalla sua mansuetudine e rassegnazione e dal fatto che fosse un prigioniero di nobile lignaggio. Parlò a lungo con lui e se ne innamorò. Tornata dal padre, chiese la sua liberazione e la possibilità di sposarlo. Samuele che amava molto la figlia, decise di soddisfare le sue richieste. Così, dopo aver celebrato le nozze, concesse a Vladimir di regnare di nuovo sulla Doclea come suo vassallo, e ampliò i domini della Doclea annettendole anche il territorio di Durazzo. Con questa politica, lo zar si assicurò la fedeltà della Doclea. In più concesse a Dragomir, zio di Jovan Vladimir, il regno della Travunia.
Tornato in patria, Vladimir riprese a regnare. La sua fama di uomo pio e fervente nella fede continuava a crescere tra i suoi sudditi, tanto che divenne il soggetto di numerose leggende e racconti popolari. Nonostante le battaglie tra la Bulgaria e Bisanzio continuassero su diversi fronti, il regno di Jovan Vladimir godette di un periodo di pace.

## Il martirio

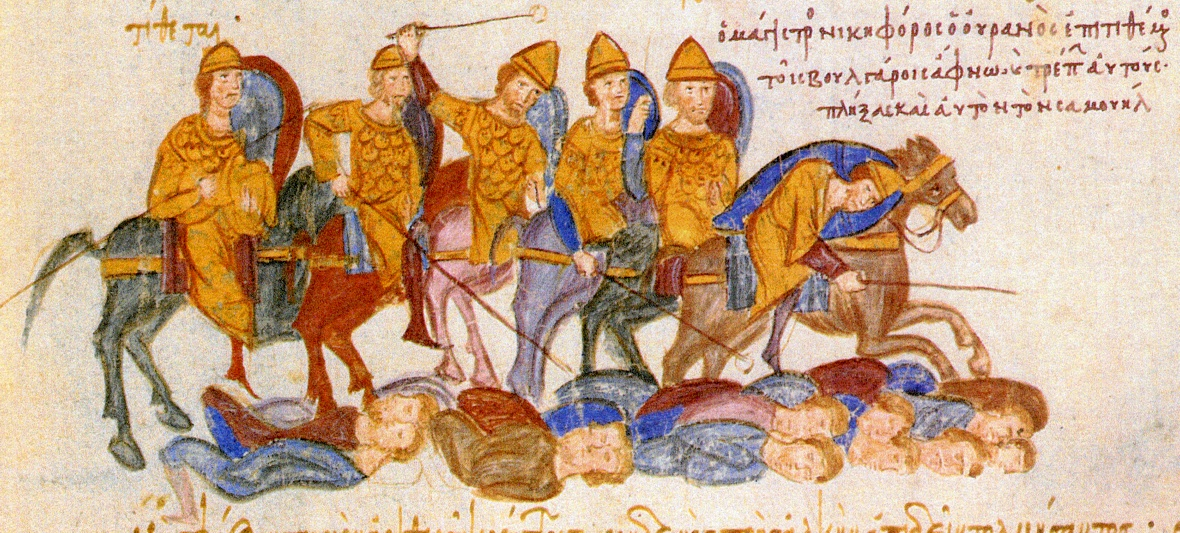
La battaglia di Kleidion

Durante la sua prigionia a Prespa, mentre era in preghiera, si racconta che Vladimir vide in sogno un angelo che gli preannunciò la liberazione dalle catene, ma anche che sarebbe morto come martire.
Il 29 giugno 1014, Lo zar Samuele fu sconfitto da Basilio II nella battaglia di Kleidion, e alcuni mesi dopo, il 6 ottobre, morì. Suo figlio Gavril Radomir divenne imperatore e continuò la guerra contro Bisanzio.
Basilio II chiamò presso di sé Ivan Vladislav, il cui padre, Aron, fu fatto uccidere nel 987 da suo fratello, lo zar Samuele. Basilio, offendogli in cambio molte ricchezze, gli chiese di assassinare il nuovo zar. Vladislav, decise di accogliere l'invito dell'imperatore e vendicarsi: durante una battuta di caccia, uccise il cugino e ne prese il posto sul trono bulgaro.

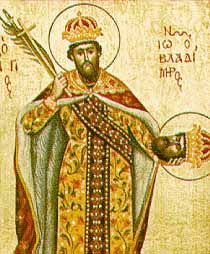
Jovan Vladimir ritratto come santo

Successivamente convocò alla sua corte Jovan Vladimir. La regina Kosara, temendo che Vladislav volesse ucciderlo, partì al suo posto per chiedere allo zar il motivo della chiamata. Kosara fu accolta con tutti gli onori, e una nuova spedizione fu inviata presso Vladimir per convincerlo a raggiungere la moglie. Gli fu donata una croce d'oro come pegno di lealtà, ma il re pretese che Vladislav giurasse che non lo avrebbe ucciso su una croce di legno (più simile a quella su cui morì Cristo) e che gli inviasse questa: solo allora si sarebbe presentato al suo cospetto.
Lo zar consegnò una croce di legno a due vescovi e ad un eremita perché gliela portassero; diede anche ordine ad alcuni soldati di preparare un'imboscata e di uccidere Vladimir prima che giungesse a corte. Secondo la legenda, Dio rese sicuro il viaggio del re fino a Prespa. Il 22 maggio 1016, appena giunto, Jovan Vladimir entrò in una chiesa dove iniziò a pregare come era solito. Quando l'imperatore comprese che l'imboscata era fallita, mandò una guarnigione di soldati con l'ordine di ucciderlo là per là. Quando Vladimir li vide, chiese di ricevere l'Eucaristia, pregò e si consegnò ai soldati che lo decapitarono.
Fu immediatamente sepolto nella stessa chiesa davanti alla quale fu ucciso.
Gli successe lo zio Dragomir, principe di Travunia che unificò i due regni.

## Culto
Venne dichiarato santo per la sua vita pia e per aver subito la morte a causa di un tradimento.
Tre anni più tardi, il corpo fu trasferito a Durazzo dove restò fino al 1381, quando fu portato nella città albanese di Elbasan. Da lì, nel 1995 fu trasferito nella cattedrale ortodossa di Tirana.